# Cibié
Cibié è stata un'azienda francese specializzata nello sviluppo di dispositivi e sistemi d'illuminazione, fondata nel 1919 da Léon Cibié e facente parte del gruppo Valeo.

## Storia

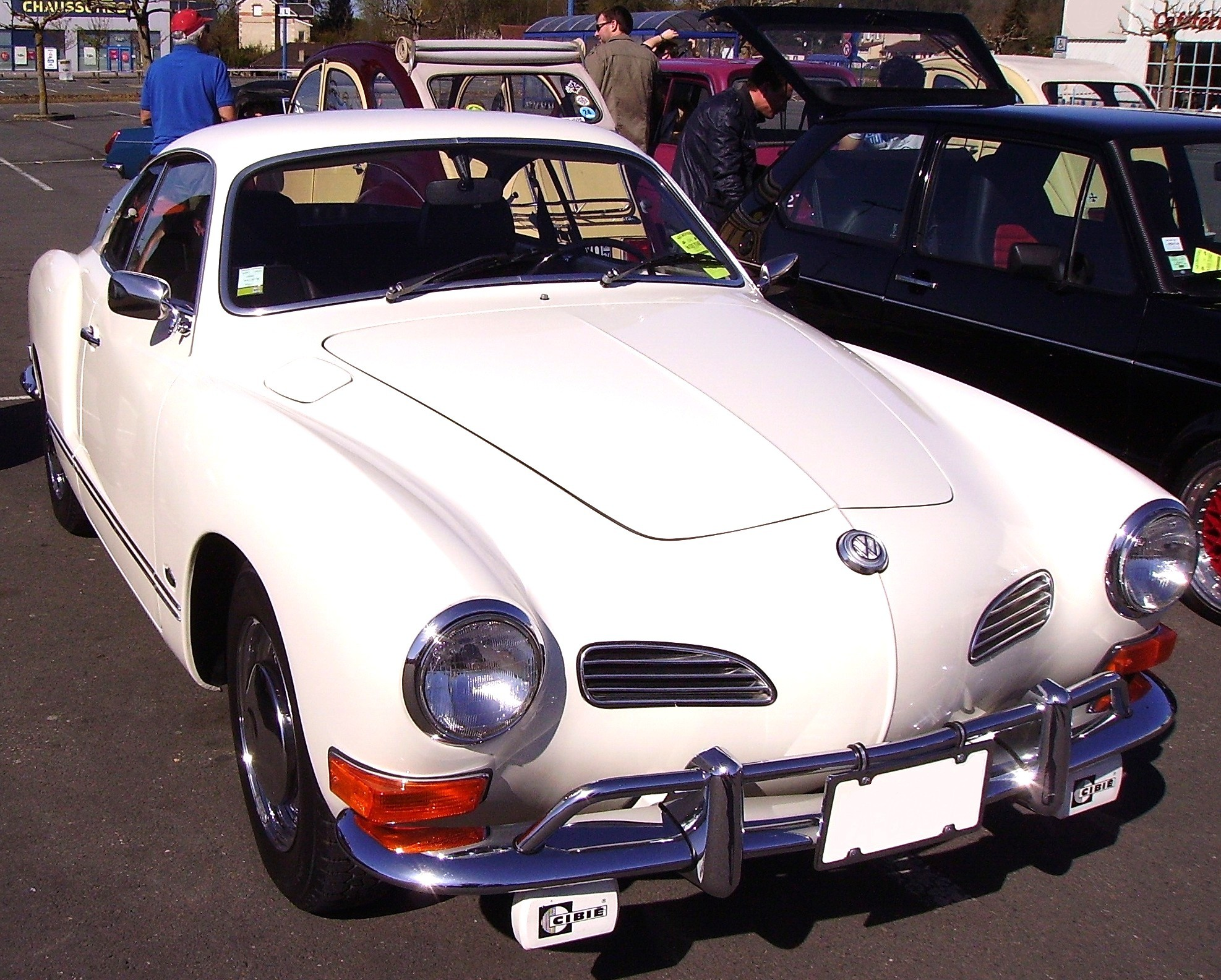
Una Volkswagen Karmann Ghia con fari Cibié

Nel 1972 la società contava 4000 dipendenti e produceva circa 10 milioni all'anno di fari per autoveicoli.
Nella sua fabbrica di Angers dove impiegava 800 lavoratori (con il 73% della forza lavoro che era femminile), nel 1976 produceva con un ritmo che andava dai 12000 ai 15000 fari al giorno.
Quando il marchio fu venduto nel 1977 alla Ferodo, l'azienda era uno dei primi tre gruppi nella produzione di impianti d'illuminazione per veicoli.